# Patrik Laine
Patrik Laine (Tampere, Finlandia, 19 de abril de 1998) es un jugador profesional finlandés de hockey sobre hielo que se desempeña en la posición de extremo izquierdo en Montreal Canadiens, equipo de la National Hockey League (NHL).

## Carrera
Fue seleccionado en la primera ronda en la NHL Entry Draft de 2016. Hizo su debut en la NHL con el equipo Winnipeg Jets, en el cual jugó cinco temporadas (2016-2020), después pasó a Columbus Blue Jackets (2020-2024), luego a Montreal Canadiens.